# Premier, Vaud
Premier är en ort och kommun i distriktet Jura-Nord vaudois i kantonen Vaud, Schweiz. Kommunen har 233 invånare (2023).